# Киевский трамвай-поезд
Киевский трамвай-поезд (англ. Tram-Train) — планируемый проект городского транспорта Киева: двухсистемный трамвай-поезд, использующий существующую трамвайную и железнодорожную инфраструктуру города для перевозки пассажиров между Троещиной и Караваевыми Дачами с заездом в трамвайное депо имени Шевченко. Планируется, что по железнодорожным путям трамвай сможет развивать скорость до 120 км/ч.

## Маршрут
От улицы Милославской до станции Троещина-2 будет курсировать по существующей трамвайной линии вдоль ул. Бальзака. Далее полукольцом городской электрички до остановочного пункта Караваевы Дачи, откуда будет реализирована возможность заезда в трамвайное депо. Есть несколько вариантов трассировки маршрута. Согласно одному из них возле ж/д вокзала будет соединение с линией скоростного трамвая, таким образом конечной маршрута будет Кольцевая дорога.
Предлагаемые маршруты
1. Кольцевая дорога — Дарница
2. Северная — Милославская
Мэрия Киева объявила тендер на создание данного проекта в 2016 году. В 2017 году проект не развивался из-за отсутствия специального подвижного состава и места в дорожной системе города.
В конце 2017 года Киевская городская государственная администрация заказала разработку технико-экономического исследования для данного проекта.
Строительство планировалось выполнить за 3–4 года, т. е. завершить к 2020 году. Стоимость проекта 160–200 млн. долларов США, бо́льшая  часть из которых будет потрачена на подвижной состав.